# Moneda bimetálica

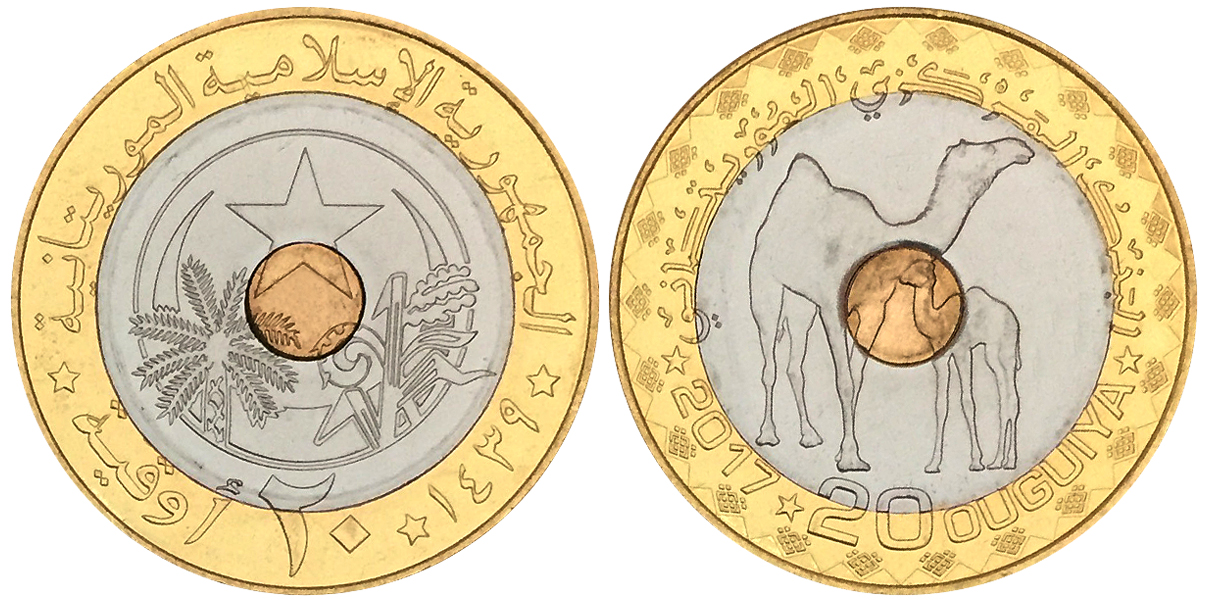
Moneda trimetálica de 20 ouguiya de Mauritania

Se denominan monedas bimetálicas a aquellas que están formadas por dos o más partes metálicas diferenciadas. Este tipo de formato es el más usado en las nuevas emisiones de distintos países, desplazando así a la moneda poligonal como elemento más significativo dentro de un cono monetario creciente. Normalmente las monedas emitidas en este formato son las del máximo facial circulante. El peso mexicano es la primera moneda bimetálica emitida en lengua española.

## Historia

Países con monedas bimetálicas en circulación.
una
más de una
una, aunque coexisten (compiten) las monometálicas o no, pero ambas tienen el mismo valor

El primer país emisor de moneda bimetálica circulante a nivel mundial fue Italia. En 1982, la Ceca de Roma, Istituto Poligrafico e Zecca dello Stato, sorprendió al mundo con una moneda de 500 Liras muy particular. Ésta consistía en una circunferencia de bronce de aluminio inscrita dentro de un anillo de acero inoxidable. San Marino y la Ciudad del Vaticano, que compartían sistema monetario, siguieron la estela de Italia y emitieron sus 500 Liras también en formato bimetálico.
Años más tarde, en 1987, Marruecos emitió con cospeles de la moneda de 500 Liras sus nuevas monedas de 5 Dirhams y un año más tarde Francia y Mónaco, con sus moneda de 10 Francos y Tailandia, con su moneda de 10 Baht, siguieron el ejemplo de Italia. 
En 1992, la Monnaie de Paris saltó a primera plana de la numismática internacional presentando un nuevo tipo de moneda bimetálica. La nueva moneda de 20 Francos estaba formada por tres aros concéntricos en lugar de dos, un centro de bronce de aluminio con una corona de níquel inscrita en un anillo de bronce de aluminio, esta moneda fue conocida mundialmente como Moneda Trimetálica.
Desde entonces, numerosos países del mundo han emitido monedas bimetálicas para su circulación y uso corrientes. Para este uso, las tonalidades metálicas más usadas son las combinaciones de metales dorados con plateados. Existen también otras combinaciones posibles pero poco comunes: la moneda de 50 Coronas de la República Checa combina el cobre en su anillo y el dorado en el centro; los 2 Naira de Nigeria usan el cobre en el anillo y níquel en el centro; y la moneda de 10 dinares de Argelia utiliza dos metales del mismo color gris pero de distinta tonalidad: acero en el anillo y aluminio en el centro.
Otros países han usado este formato bimetálico para realizar monedas conmemorativas de un nivel y calidad apreciados por todos los coleccionistas numismáticos. Estas monedas se fabrican combinando metales preciosos como el Oro o la Plata o alterándose con éstos otros más innovadores como el Niobio, el Titanio o el Tántalo.

## Países con monedas bimetálicas en circulación

### Europa
| PAÍS                | Circulación habitual | Conmemorativas | Fuera de curso               | Nº Total |
| EUROPA              |                      |                |                              |          |
| Albania             | 100 leke             | -              | -                            | 1        |
| Alemania            | 1, 2 euros           | -              | -                            | 2        |
| Armenia             | 500 drams            | -              | -                            | 1        |
| Austria             | 1, 2 euros           | -              | 50 chelines                  | 3        |
| Azerbaiyán          | 50 qapik             | -              | -                            | 1        |
| Bélgica             | 1, 2 euros           | -              | -                            | 2        |
| Bielorrusia         | 2 rublos             | -              | -                            | 1        |
| Bulgaria            | 1 y 2 leva           | -              | -                            | 2        |
| Chipre              | 1, 2 euros           | -              | -                            | 2        |
| Croacia             | -                    | 25 kuna        | -                            | 1        |
| Eslovaquia          | 1, 2 euros           | -              | -                            | 2        |
| Eslovenia           | 1, 2 euros           | 3 euros        | 500 tólares                  | 4        |
| España              | 1, 2 euros           | -              | -                            | 2        |
| Estonia             | 1, 2 euros           | -              | -                            | 2        |
| Finlandia           | 1, 2 euros           | 5 euros        | 10, 25 Marcos                | 5        |
| Francia             | 1, 2 euros           | -              | 10, 20 francos               | 4        |
| Georgia             | 2 Lari               | 10 Lari        | -                            | 2        |
| Gibraltar           | 2 libras             | -              | -                            | 1        |
| Grecia              | 1, 2 euros           | -              | -                            | 2        |
| Guernesey           | 2 libras             | 5 libras       | -                            | 2        |
| Países Bajos        | 1, 2 euros           | -              | -                            | 2        |
| Hungría             | 100, 200 florines    | -              | -                            | 2        |
| Irlanda             | 1, 2 euros           | -              | -                            | 2        |
| Isla de Man         | 2 libras             | -              | -                            | 1        |
| Italia              | 1, 2 euros           | -              | 500, 1000 liras              | 4        |
| Jersey              | 2 libras             | -              | -                            | 1        |
| Letonia             | 1, 2 euros           | -              | 2 lati                       | 3        |
| Lituania            | 1, 2 euros           | -              | 2, 5 litai                   | 4        |
| Luxemburgo          | 1, 2 euros           | -              | -                            | 2        |
| Moldavia            | 5, 10 lei            | -              | -                            | 2        |
| Malta               | 1, 2 euros           | -              | -                            | 2        |
| Polonia             | 2, 5 zlotych         | -              | -                            | 2        |
| Portugal            | 1, 2 euros           | -              | 100, 200 escudos             | 4        |
| Reino Unido         | 1, 2 libras          | -              | -                            | 2        |
| República Checa     | 50 coronas           | -              | -                            | 1        |
| Rusia               | -                    | 10 rublos      | 5, 10, 50, 100 viejos rublos | 5        |
| San Marino          | 1, 2 euros           | -              | 500, 1000 liras              | 4        |
| Suiza               | -                    | 10 Francos     | 5 francos                    | 2        |
| Turquía             | 50 Kurus, 1 lira     | 5 lira         | -                            | 3        |
| Ucrania             | -                    | 5 Hrvynia      | -                            | 1        |
| Ciudad del Vaticano | 1, 2 euros           | -              | 500, 1000 liras              | 4        |

### América
| PAÍS                 | Circulación habitual (de nueva emisión) | Conmemorativas | Fuera de curso                                       | Nº Total |
| AMÉRICA              |                                         |                |                                                      |          |
| Argentina            | -                                       | -              | 1 y 2 Pesos (monometálicas desde 2017)               | 2        |
| Bolivia              | 5 Bolivianos                            | -              | -                                                    | 1        |
| Brasil               | 1 Real                                  | -              | -                                                    | 1        |
| Canadá               | 2 Dólares                               | -              | -                                                    | 1        |
| Chile                | 100 y 500 Pesos                         | -              | -                                                    | 2        |
| Colombia             | 500, 1000 Pesos                         | -              | 500 Pesos                                            | 3        |
| Costa Rica           | 500 Colones                             | -              | -                                                    | 1        |
| Cuba                 | 5 Pesos                                 | -              | 5 Pesos convertibles                                 | 2        |
| Ecuador              | -                                       | -              | 100, 500, 1000 Sucres                                | 3        |
| El Salvador          | -                                       | -              | 5 Colones (nunca circuló)                            | 1        |
| Islas Malvinas       | 2 Libras                                | 2 Libras       | -                                                    | 2        |
| Jamaica              | 20 Dólares                              | -              | -                                                    | 1        |
| México               | 1, 2, 5, 10, 20 Pesos                   | 100 Pesos      | 50 Pesos, 2000 antiguos Pesos                        | 8        |
| Perú                 | 2, 5 Soles                              | -              | -                                                    | 2        |
| República Dominicana | 5 y 10 Pesos                            | -              | -                                                    | 2        |
| Uruguay              | 10 Pesos                                | -              | -                                                    | 1        |
| Venezuela            | -                                       | -              | 1 Bolívar Soberano, 1 Bolívar Fuerte, 1000 Bolívares | 3        |

### África
| PAÍS                                 | Circulación habitual (de nueva emisión)            | Conmemorativas                    | Fuera de curso                                      | Nº Total |
| ÁFRICA                               |                                                    |                                   |                                                     |          |
| Argelia                              | 10, 20, 50, 100 y 200 Dinares                      | -                                 | -                                                   | 5        |
| Angola                               | 5, 10 y 20 kwanzas                                 | -                                 | -                                                   | 3        |
| Benín                                | 200 y 500 Francos CFA                              | -                                 | 250 Francos (desmonetizada).                        | 3        |
| Botsuana                             | 2 y 5 Pula                                         | -                                 | -                                                   | 2        |
| Burkina Faso                         | 200 y 500 Francos CFA                              | -                                 | (250 Francos, desmonetizada).                       | 3        |
| Cabo Verde                           | 100 Escudos                                        | -                                 | -                                                   | 1        |
| Camerún                              | 100 Francos CFA                                    | -                                 | -                                                   | 1        |
| Chad                                 | 100 Francos CFA                                    | -                                 | -                                                   | 1        |
| Costa de Marfil                      | 200 y 500 Francos CFA                              | -                                 | (250 Francos, desmonetizada)                        | 3        |
| Egipto                               | 1 Libra                                            | -                                 | -                                                   | 1        |
| Etiopía                              | 1 Birr                                             | -                                 | -                                                   | 1        |
| Gabón                                | 100 Francos CFA                                    | -                                 | -                                                   | 1        |
| Ghana                                | 1 Nuevo Cedi                                       | -                                 | 100 Cedis (desmonetizada)                           | 2        |
| Guinea-Bisáu                         | 200 y 500 Francos CFA                              | -                                 | (250 Francos, desmonetizada)                        | 3        |
| Guinea Ecuatorial                    | 100 Francos CFA                                    | -                                 | -                                                   | 1        |
| Kenia                                | 5, 10, 20 y 40 Chelines                            | -                                 | -                                                   | 4        |
| Lesoto                               | -                                                  | 5 Maloti (conmemorativa y escasa) | -                                                   | 1        |
| Libia                                | 1/2 Dinar                                          | -                                 | -                                                   | 1        |
| Malaui                               | 5 y 10 kuachas                                     | -                                 | -                                                   | 2        |
| Mali                                 | 200 y 500 Francos CFA                              | -                                 | 250 Francos (desmonetizada)                         | 3        |
| Marruecos                            | 5 y 10 Dirhams                                     | -                                 | -                                                   | 2        |
| Mozambique                           | 10 Meticales                                       | -                                 | -                                                   | 1        |
| Mauritania                           | 20 y 50 Uguiya                                     | -                                 | -                                                   | 2        |
| Namibia                              | 10 Dólares                                         | -                                 | -                                                   | 1        |
| Níger                                | 200 y 500 Francos CFA                              | -                                 | 250 Francos (desmonetizada)                         | 3        |
| Nigeria                              | 1 y 2 Naira                                        | -                                 | -                                                   | 2        |
| República Centroafricana             | 100 Francos CFA                                    | -                                 | -                                                   | 1        |
| República del Congo                  | 100 Francos CFA                                    | -                                 | -                                                   | 1        |
| Ruanda                               | 100 Francos                                        | -                                 | -                                                   | 1        |
| República Árabe Saharaui Democrática | 500 Pesetas (circulante solo de facto)             | -                                 | -                                                   | 1        |
| Santa Helena                         | 2 Libras                                           | -                                 | -                                                   | 1        |
| Senegal                              | 200 y 500 Francos CFA                              | -                                 | 250 Francos (desmonetizada)                         | 3        |
| Sierra Leona                         | 500 Leones                                         | -                                 | -                                                   | 1        |
| Sudáfrica                            | 5 Rand                                             | -                                 | -                                                   | 1        |
| Sudán                                | 20 y 50 Piastras (fracciones de la Libra sudanesa) | -                                 | -                                                   | 2        |
| Togo                                 | 200 y 500 Francos CFA                              | -                                 | 250 Francos (desmonetizada)                         | 3        |
| Túnez                                | 5 Dinares                                          | -                                 | -                                                   | 1        |
| Zimbabue                             | -                                                  | -                                 | 5 Dólares (fuera de circulación por hiperinflación) | 1        |

### Asia y Oceanía
| PAÍS               | Circulación habitual (de nueva emisión)  | Conmemorativas | Fuera de curso                              | Nº Total |
| Asia y Oceanía     |                                          |                |                                             |          |
| Arabia Saudita     | 100 Halala (fracción del Riyal saudí)    | -              | -                                           | 1        |
| Australia          | -                                        | 5 Dólares      | -                                           | 1        |
| Baréin             | 100 Fils (fracción del Dinar de Bahrein) | -              | 500 Fils (fracción del Dinar de Bahrein)    | 2        |
| Camboya            | 500 Rieles                               | -              | -                                           | 1        |
| China              | -                                        | 10 Yuan        | -                                           | 1        |
| Filipinas          | 10 y 20 Pesos                            | -              | -                                           | 2        |
| Hong Kong          | 10 Dólares                               | -              | -                                           | 1        |
| India              | 10 y 20 Rupias                           | -              | -                                           | 1        |
| Indonesia          | -                                        | -              | 1000 Rupias (monometálica desde 2010)       | 1        |
| Irán               | -                                        | -              | 250 y 500 Riales (monometálicas desde 2007) | 2        |
| Israel             | 10 Nuevo séquel                          | -              | -                                           | 1        |
| Japón              | -                                        | 500 Yenes      | -                                           | 1        |
| Jordania           | 1/2 Dinar                                | -              | -                                           | 1        |
| Kazajistán         | 100 Tenge                                | -              | -                                           | 1        |
| Malasia            | -                                        | 1 Ringgit      | -                                           | 1        |
| Macao              | -                                        | 10 Patacas     | -                                           | 1        |
| Omán               | -                                        | 100 Baisa      | -                                           | 1        |
| Papúa Nueva Guinea | -                                        | 2 Kina         | -                                           | 1        |
| Siria              | 25 Libras                                | -              | -                                           | 1        |
| Tailandia          | 10 Baht                                  | -              | -                                           | 1        |
| Taiwán             | 20 Dólares                               | -              | 50 Dólares (monometálica desde 2006)        | 2        |
| Tayikistán         | -                                        | 3 y 5 Somoni   | -                                           | 2        |
| Turkmenistán       | 1 y 2 Manat                              | -              | -                                           | 2        |
| Yemen              | -                                        | -              | 20 Riales (monometálica desde 2007)         | 1        |

## Monedas bimetálicas en metales finos
Son numerosos los países emisores de monedas bimetálicas conmemorativas de libre circulación en metales finos. En teoría, estas monedas son medio de pago oficial, pero en la práctica, el valor de los metales con los que están fabricadas supera con creces el valor facial de las piezas, lo que hace imposible y casi utópico verlas en circulación. 

### Europa
- Andorra: 5 Diners (plata y latón; trimetálica), 25 Diners (platino y oro).
- Austria: 100 Chelines (plata y titanio; desmonetizada), 25 Euros (plata y niobio).
- Bélgica: 10 y 20 Euros (plata y oro).
- Bulgaria: 10 Leva (plata, plata dorada y plata oxidada).
- Eslovaquia: 5.000 y 10.000 Coronas (plata, oro y platino)
- España: 300 Euros (plata y oro; trimetálica).
- Gibraltar: 1/2 corona (oro y titanio), 1 Corona (plata, plata dorada y plata oxidada), 2 Coronas (cobre, plata y oro).
- Hungría: 3000 Forintos (plata y plata dorada).
- Isla de Man: 1 Corona (plata, plata dorada, plata oxidada, oro, platino).
- Letonia: 1 Lat (plata y niobio).[actualizar]
- Lituania: 2 y 5 Litas (oro y plata).
- Luxemburgo: 10 y 20 Euros (plata y titanio).
- Polonia: 10 Zlotych (plata, plata dorada y plata oxidada), 200 Zlotych (oro rojo, blanco y amarillo)
- República Checa: 2500 Coronas (plata y oro).
- Rusia y (URSS): 5 y 100 Rublos (oro y plata)
- Ucrania: 20 Hrvynia (plata y oro).

### América
- Bahamas: 1 dollar (plata dorada y plata).
- Canadá: 8 dólares (plata y plata dorada).
- Estados Unidos: 10 dólares (oro y platino).
- Islas Malvinas: 2 libras (plata dorada y plata).
- Islas Vírgenes: 5, 75, 250 dólares, 1 Corona, 1 Royal.
- Jamaica: 100 dólares (plata y plata dorada).
- México: 100 pesos (latón y plata), (plata y oro).
- República Dominicana: 60 pesos (plata y oro).

### África
- Gambia: 2000 Bututs (plata y plata dorada)
- Sierra Leona: 75 Dólares (oro y niobio).
- Túnez: 5 Dinares (oro y plata).

### Asia y Oceanía
- Australia: 1, 5, 10, 20 y 50 Dólares (plata, plata dorada, cobre, oro).
- China: 10 Yuan (plata y plata dorada, oro), 50, 100 y 500 Yuan (plata y oro).
- India: 10 Rupias.
- Kazajistán: 500 Tenge (plata, plata oxidada, tántalo).

## Controversias

### Sobre su origen

#### Estados Unidos
Para algunos numismáticos, sobre todo estadounidenses, el origen de las monedas bimetálicas no estaría en Italia en 1983, como es generalmente aceptado, sino en Estados Unidos, en la moneda de 1 penny del año 1792, la que fue acuñada en una pieza de cobre con centro de plata en la ciudad de Filadelfia, Pensilvania. Sin embargo, dicha pieza es una moneda pattern o patrón, no destinada a circular y de la que apenas se acuñaron unas pocas piezas, a tal punto que algunos sitios especializados la consideran un token o ficha, más que una moneda.

#### Francia
También se ha querido rastrear el origen de las monedas bimetálicas hasta la Francia del siglo XIX, luego de acuñarse dos pruebas de monedas compuestas de dos metales, una en 1806, con un valor de 10 céntimos, compuesta por bronce y plata, a nombre de Napoleón Bonaparte, y otra de 1857, compuesta por cuproníquel y cobre, con la efigie de Napoleón III. Sin embargo, dichas monedas adolecen de la misma problemática del penny estadounidense de 1792, habiendo sido sólo realizadas como pruebas o patrones, pero sin intención alguna de circular de modo legal.

#### Monedas inglesas con incrustaciones
Por su parte, entre 1660 y 1694, en Inglaterra, se acuñaron algunas monedas a nombre de los reyes Carlos II, Jacobo II y Guillermo III, que contenían el denominado copper plug, pequeña pieza de cobre fijada de manera irregular sobre una moneda de estaño, usualmente con los valores de 1 farthing y 1/2 penny. Si bien hay quienes ven en estas acuñaciones el origen del bimetalismo en monedas, el hecho de tratarse de meras adiciones de cobre sobre piezas de estaño genera dudas de si realmente califican como monedas bimetálicas.

### Otras pruebas bimetálicas previas a 1982
Antes de la acuñación de la moneda italiana de 500 liras de 1982, considerada como la primera moneda bimetálica de curso legal y acuñada con intenciones de circulación, y además de los ejemplos anteriores, también es posible encontrar pruebas de monedas bimetálicas realizadas por Suecia en 1880 y 1881, por los valores de 1 krona, 2 kronor, 5 francs y 10 francs (estas dos últimas con motivo de la Conferencia Monetaria de París de aquel año).
También existió una rara prueba acuñada para el África Occidental Británica en 1938, con un valor de 2 shillings, en plata y latón, a nombre del rey británico Jorge VI.